# 오규택
오규택(吳奎澤, 1973년 8월 1일 ~ )은 전 KBO 리그 한화 이글스의 내야수이다.

## 선수 시절

### LG 트윈스시절
1996년에 입단하였다.

### 한화 이글스시절
1999년에 이적해 2000년에 은퇴했다. 통산 3경기에 출장해 타율을 기록하지 못했다.

## 야구선수 은퇴 후
여러 중학교 및 고등학교에서 야구부 코치로 활동하다가, 2015년부터 넥센 히어로즈의 2군 팀인 화성 히어로즈에서 외야주루코치로 활동했다.
2017년에는 넥센 히어로즈 외야수비 및 1루주루코치로 활동했고, 2018년부터 다시 화성 히어로즈의 내야수비코치로 활동했다. 2020년부터 고양 히어로즈의 작전/주루코치로 활동했다.

## 출신 학교
- 충암초등학교
- 충암중학교
- 충암고등학교
- 한양대학교